# 오하루의 일생
《오하루의 일생》(오春의 一生, 일본어: 西鶴一代女, 영어: The Life of Oharu)은 일본에서 제작된 미조구치 켄지 감독의 1952년 드라마 영화이다. 다나카 키누요 등이 주연으로 출연하였고 미조구치 겐지 등이 제작에 참여하였다.

## 출연

### 주연
- 다나카 키누요
- 미후네 도시로

### 조연
- 시미즈 마사오
- 스가이 이치로
- 코노에 토시아키

## 기타
- 미술: 미즈타니 히로시